# Tectaria buchtienii
Tectaria buchtienii är en ormbunkeart som först beskrevs av Eduard Rosenstock, och fick sitt nu gällande namn av William Ralph Maxon. Tectaria buchtienii ingår i släktet Tectaria och familjen Tectariaceae. Inga underarter finns listade.